# Jackpot (álbum de Chingy)
| Críticas profissionais                                                      | Críticas profissionais |
| Avaliações da crítica                                                       | Avaliações da crítica  |
| Fonte                                                                       | Avaliação              |
| --------------------------------------------------------------------------- | ---------------------- |
| Allmusic                                                                    | link                   |
| The A.V. Club                                                               | (positive) link        |
| Robert Christgau                                                            | cut link               |
| Entertainment Weekly                                                        | C+ link                |
| The Guardian                                                                | link                   |
| HipHopDX                                                                    | link                   |
| Plugged In                                                                  | (unfavorable) link     |
| PopMatters                                                                  | (favorable) link       |
| RapReviews                                                                  | 6/10 link              |
| Rolling Stone                                                               | link                   |
| The Situation                                                               | link                   |
| Stylus Magazine                                                             | D link                 |
| Esta tabela precisa de ser acompanhada por texto em prosa. Consulte o guia. |                        |

Jackpot é o primeiro álbum de estúdio do rapper Chingy, lançado pela Capitol Records em 2003. O álbum recebeu o certificado de disco de platina dupla pela RIAA e as vendas atingiram a marca de 2.8 milhões de cópias. Ancorado pelo hit single "Right Thurr", este álbum também teve outros dois singles que ficaram entre as 3 melhores, "Holidae Inn" com Ludacris e Snoop Dogg, e "One Call Away" com a participação de J-Weav. O álbum foi produzido pelos Track Starz com exceção da música "Bagg Up", que foi produzida por DJ Quik.
A revista Billboard classificou Jackpot como o número 151 na sua lista dos 200 Mais Vendidos da Década.

## Performance nas paradas musicais
O álbum entrou na segunda posição da Billboard 200 com 157,000 cópias vendidas na semana de lançamento nos Estados Unidos.

## Faixas
1. "Jackpot Intro"
2. "He's Herre"
3. "Represent" (featuring Tity Boi & I-20)
4. "Right Thurr"
5. "Jackpot the Pimp (Skit)"
6. "Wurrs My Cash"
7. "Chingy Jackpot"
8. "Sample Dat Ass" (featuring Murphy Lee)
9. "One Call Away" (featuring J-Weav)
10. "Dice Game (Skit)"
11. "Gettin' It"
12. "Holidae In" (featuring Ludacris and Snoop Dogg)
13. "Juice"
14. "Fuck Dat Nigga (Skit)"
15. "Madd @ Me"
16. "Bagg Up"
17. "Right Thurr (Remix)" (featuring Jermaine Dupri & Trina) (Faixa Bônus)

## Posições nas paradas musicais
| Parada musical (2003)                   | Melhor posição |
| --------------------------------------- | -------------- |
| Australian Albums Chart                 | 36             |
| Canadian Albums Chart                   | 41             |
| French Albums Chart                     | 65             |
| German Albums Chart                     | 42             |
| UK Albums Chart                         | 73             |
| Swiss Albums Chart                      | 36             |
| E.U.A. Billboard 200                    | 2              |
| E.U.A. Billboard Top R&B/Hip-Hop Albums | 2              |
| New Zealand Albums Chart                | 17             |